# Isidro Ayora
Isidro Ramón Ayora Cueva (ur. 2 września 1879, zm. 22 marca 1978 w Los Angeles) – ekwadorski polityk, profesor medycyny na uniwersytecie w Quito. 17 kwietnia 1926 junta wojskowa osadziła go na urzędzie prezydenta (w 1929 został wybrany w wyborach). Rządził do 24 sierpnia 1931. Przeprowadził reformę finansów państwa. Ayora powrócił do zawodu lekarza i prywatnej kliniki. W 1955 Wolny Uniwersytet Berliński przyznał mu doktorat honoris causa.